# Мир Афзал Туни

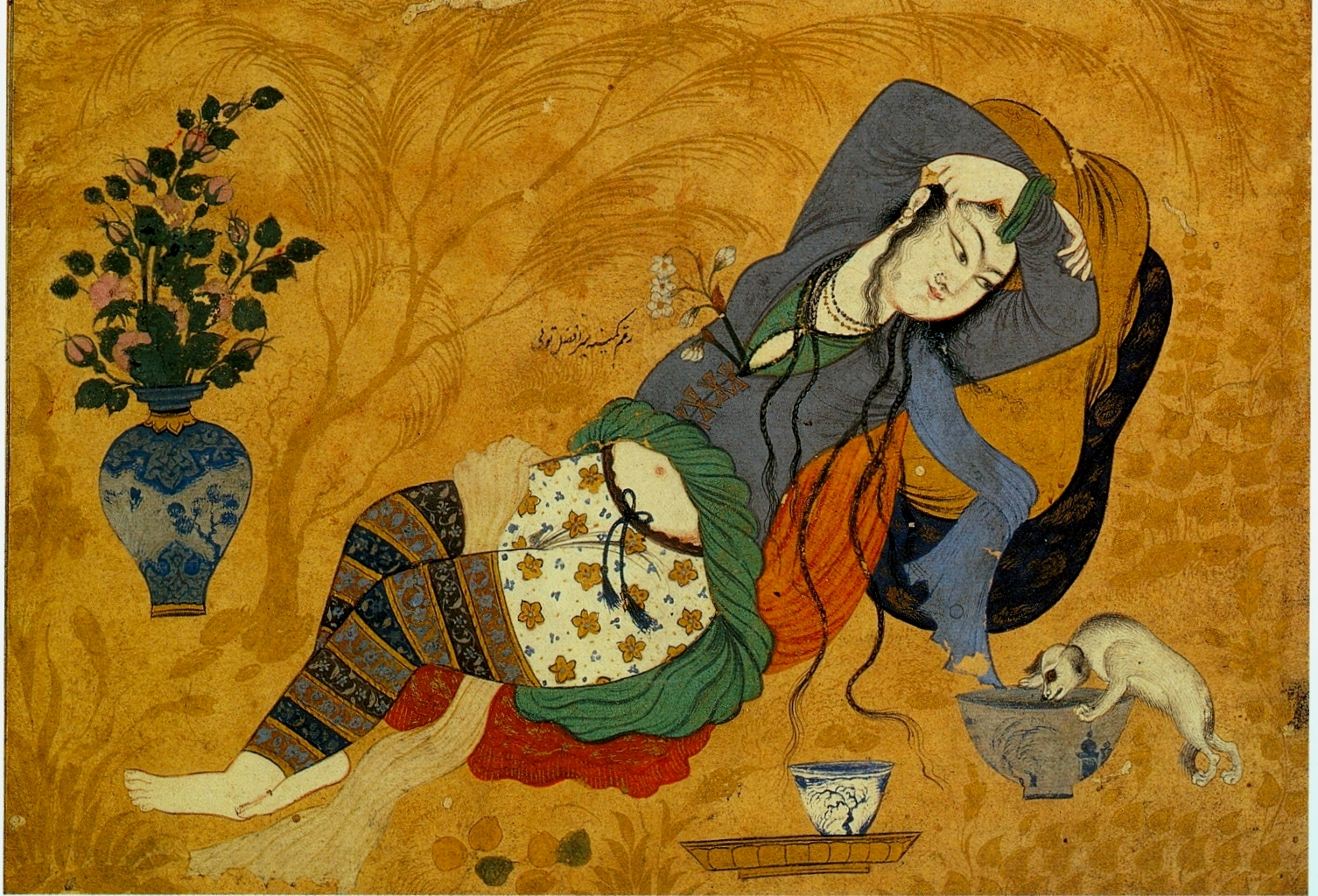
Мир Афзал Туни. Дама, наблюдающая за собакой, лакающей вино. ок. 1640 г., Британский музей, Лондон.

Мир Афзал Туни (также Афзал аль-Хусейни, или просто Афзал; работал в 1640—1651 годах) — персидский художник.
Мир Афзал Туни был одним из самых верных последователей Ризы-йи-Аббаси. Одно время даже специалисты путали его ранние работы с поздними произведениями Ризы. Художник использовал основные сюжеты из репертуара своего учителя — изображал юношей и любовные сцены, но с более сильным эротическим акцентом. Художник работал во время правления шаха Аббаса II (1642-66), когда в стране было относительное спокойствие и благополучие. Именно этим благоденствием часто объясняют общее падение морали, произошедшее в тот период, когда на рынок выплеснулось множество неблагочестивой эротической продукции, что вызвало ропот в персидских клерикальных кругах.

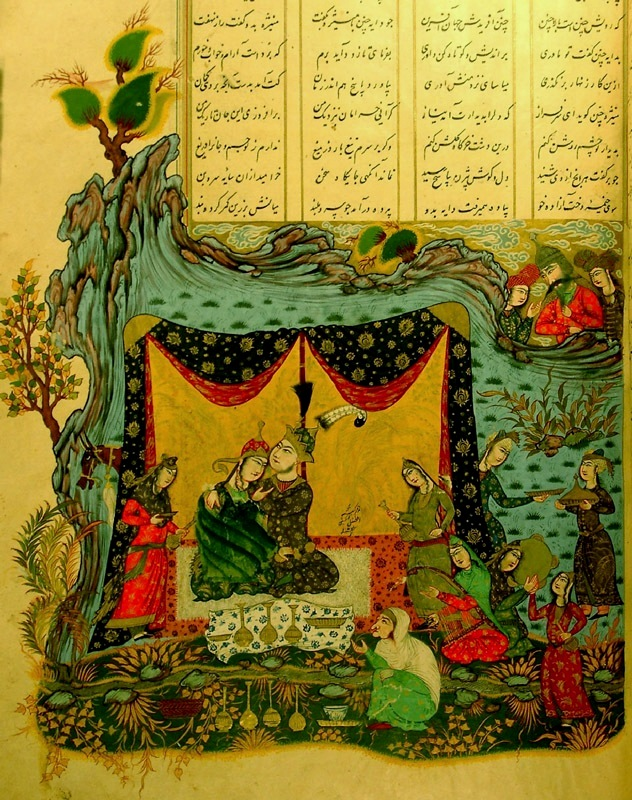
Мир Афзал Туни. Маниже принимает Бижана на лугу. Миниатюра из «Барзунаме» 1644. РНБ, Санкт-Петербург.

Распространение эротических изображений вряд ли можно объяснить только падением нравов, большую роль играло проникновение европейских гравюр с изображением обнаженного тела (что в Европе считалось нормой). Персидские художники лишь с увлечением следовали европейским образцам, забывая о консервативном исламском благочестии. К такого рода произведениям относится, пожалуй, самая известная миниатюра Мир Афзала Туни «Дама, наблюдающая за собакой, лакающей вино». Идея возлежащей женщины была позаимствована у Ризы йи-Аббаси, который в свою очередь скопировал гравюру Маркантонио Раймонди. Однако в то время как в рисунке Ризы видно желание художника всего лишь отобразить спящую женщину, Мир Афзал Туни расставил иные акценты, оголив нижнюю часть туловища своей героини, и выставив напоказ мягкий живот.

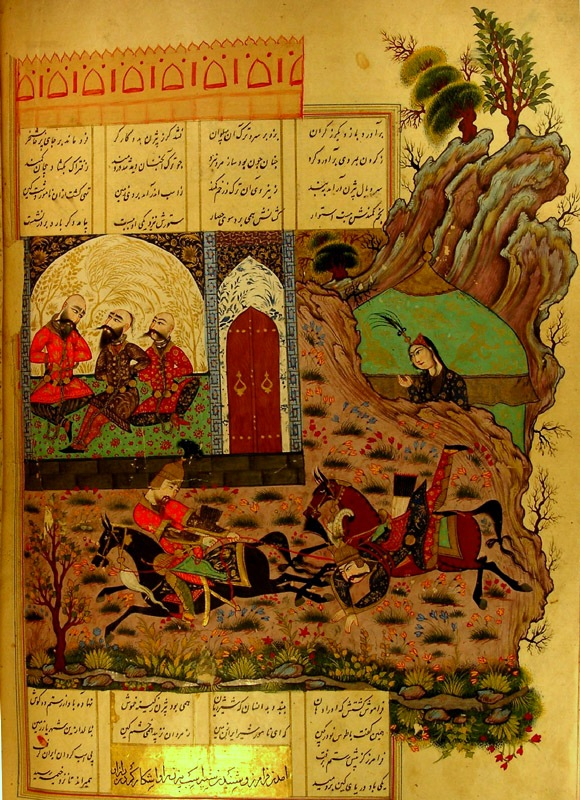
Мир Афзал Туни. Тюркский воин захватывает Бижана. Миниатюра из «Барзунаме». 1651 г. РНБ, Санкт-Петербург.

Ещё одной особенностью его творчества было то, что он модным в то время рисункам с легкой подкраской предпочитал миниатюры с насыщенной цветовой гаммой, отделанные золотом.
Самым крупным проектом, в котором Афзал принял участие, было создание манускрипта «Шахнаме» Фирдоуси для шаха Аббаса II, завершенного в 1651 году. Эту рукопись в 1642 году заказал командир шахской гвардии Муртаза Кули Хан для подношения шаху. Сегодня она хранится в Российской Национальной Библиотеке, Санкт Петербург. В Россию манускрипт попал при печальных обстоятельствах — он был привезен в российскую столицу Хосровом Мирзой, и преподнесен царю в качестве дани после убийства в Персии в 1829 году русского посла, известного писателя А. С. Грибоедова. Этот манускрипт создавался в расширенном варианте — кроме «Шахнаме» в рукопись включены поэмы «Гершаспнаме» и «Барзунаме». Всего в книге 192 миниатюры, из коих 62 принадлежат Мир Афзалу Туни. Их стиль можно назвать характерным для второй половины XVII века, когда художники всё больше отказывались от классических схем, придумывая новые композиционные решения.